# نفر حتب الأول
نفر حتب الأول فرعون من الأسرة الثالثة عشر خلف نفر حتب الملك سوبك حتب الثالث على عرش البلاد وتخبرنا بردية تورين أن حكمه أمتد مدة 11 عاما، وهذا يجعله من أحد أطول الملوك حكما في هذه الأسرة.

## عائلته
ينحدر نفر حتب الأول من عائلة عسكرية من طيبة، والده يدعى حاعنخف واسم ووالدته كمي، وكان والده يحمل لقب أبا الإله، ولنفر حتب أخوين تولى كل منهما العرش فيما بعد وهما سوبك حتب الرابع ومن وازرع
زوجة نفر حتب تدعى سنسنب أنجب منها عدد من الأبناء هم ساحتحور وهو أول أولاده وسوبك حتب وحاعنخف وحرحتب.

## آثاره
للملك نفر حتب آثارا هامة في كل أنحاء مصر وخارجها فقد عثر في بلدة ببلوص (جبيل الواقعة على شاطئ فينقية) قطعة حجر منقوش عليها رسم الملك نفر حتب ومعه أمير ببلوص والذي يدعى بنتن كما يذكر النقش وهو يقوم بتقديم فروض الطاعة والولاء للملك نفر حتب مما يشير إلى أن فينقية كانت خاضعة للملك نفر حتب.
ومن أهم الآثار التي وجدت للملك نفر حتب لوحة كبيرة عثر عليها في العرابة المدفونة (أبيدوس) ترجع إلى العام الثاني من حكمه أمر بنقشها إحياء لذكرى الإله أوزير ذكر فيها نفر حتب الأعمال التي قام بها للأحتفاء بالإله أوزير، وهذه اللوحة من الآثار القليلة التي توضح لنا الأجرءات التي تتخذ لصنع ونقش اللوحات الحجرية بناء على أوامر الملك.
وقد وجد عدد من النقوش على الصخور في أسوان وجزيرة سهل (بالقرب من أسوان) التي تحمل اسم الملك وأسماء أفراد عائلته وزوجته، ومن هذه النقوش تم التعرف على عائلته.
وقد عثر على محراب عليه صورة له في معبد الكرنك، كما عثر على رأس عمود ذكر عليه اسمه يوجد حاليا في متحف برلين، وعثر أيضا على عدد من الجعارين منقوش عليها اسمه وتوجد في متاحف اللوفر ومتحف تورين ومتحف شتوتغارت بألمانيا.

## نهاية حكمه
نهاية حكم نفر حتب أو ظروف وفاته غير معروفة، وقد خلفه على العرش أخاه سوبك حتب الرابع الذي يعتقد أنه شارك أخاه في الحكم فقد عثر في الكرنك على قطعة حجر عليها نقش أسميهما معا.
ولكن يعتقد أيضا طبقا لما ذكر في بردية تورين التي وضعت بين اسم الملك نفر حتب وسوبك ختب الرابع اسم ساحتحور وهو نفس اسم أبن نفر حتب أنه شارك والده الحكم ولكنه توفي قبل والده ولكن لم يعثر له على أي آثار تؤيد هذا الأفتراض.